# مظنونین همیشگی
مظنونین همیشگی (به انگلیسی: The Usual Suspects) فیلمی نوآر و جنایی به کارگردانی برایان سینگر و نویسندگی کریستوفر مک‌کوری محصول سال ۱۹۹۵ ایالات متحدهٔ آمریکا است. بازیگران اصلی این فیلم استیون بالدوین، گابریل بیرن، بنیسیو دل تورو، کوین پولاک، چاز پالمینتری، پیت پاستویت و کوین اسپیسی می‌باشند. این فیلم در زمان خود برنده جوایز متعددی از جمله دو جایزهٔ اسکار شد.
این فیلم مربوط به بازجویی وربال کینت، مرد متهمی است که یکی از دو بازمانده قتل‌عام و آتش‌سوزی کشتی در بندر لس آنجلس است. وربال در این فیلم داستان پیچیده‌ای از حوادثی که او و همدستانش را به این قایق رسانده تعریف می‌کند. او همچنین در مورد مردی مرموز و اسرارآمیزی به نام کایزر شوزه سخن می‌گوید. داستان وربال کینت به صورت فلش‌بک و روایتی گفته می‌شود که فیلم را به‌طور فزاینده‌ای پیچیده می‌کند. این فیلم ۶ میلیون دلار هزینه داشته و در مجله اسپای نیز ستونی برای معرفی داشته‌است.
این اثر در جشنواره فیلم کن ۱۹۹۵ به نمایش گذاشته شد. و پس از آن در چند تئاتر منتشر گردید. مظنونین همیشگی نقدهای مطلوبی دریافت کرد. در نهایت به صورت وسیع‌تری انتشار یافت. برای این فیلم مک‌کوری برنده جایزه جایزه اسکار بهترین فیلم‌نامه غیراقتباسی شد و اسپیسی نیز برنده جایزه اسکار بهترین بازیگر نقش مکمل مرد گردید. انجمن نویسندگان آمریکا هم این فیلم را به عنوان سی و پنجمین فیلمنامه برتر تمام دوران‌ها به ثبت رساند. در فهرست ۱۰ فیلم برتر در ۱۰ ژانر به انتخاب بفا که در سال ۲۰۰۸ منتشر شد مظنونین همیشگی در رتبه ۱۰ برترین فیلم‌های معمایی تاریخ قرار گرفت.

## داستان
دین کیتون، جنایتکاری حرفه‌ای، در حالی که به شدت زخمی روی کشتی لنگر انداخته در بندر سن پدرو بی قرار دارد، توسط شخصی مرموز که او را «کیزر» می‌نامد، به ضرب گلوله کشته می‌شود و کشتی به آتش کشیده می‌شود. روز بعد، پلیس ۲۷ جسد را کشف می‌کند و تنها دو بازمانده پیدا می‌شوند: آرکوش کوواش، مافیای مجارستانی که با سوختگی شدید در بیمارستان بستری است، و راجر «وربال» کینت، کلاهبرداری فیزیکی ناتوان. مأمور گمرک آمریکا، دیو کوجان، از نیویورک به لس‌آنجلس می‌آید تا ورбал را بازجویی کند. این دو در دفتر امانت‌گرفته‌ای متعلق به سرگرد پلیس جف رابین تنها می‌مانند در حالی که مأمور FBI جک بیر به دیدار کوواش در بیمارستان می‌رود. ورابل شروع به تعریف رویدادهایی می‌کند که او، کیتون و همدستانشان را به آن کشتی کشاند.
شش هفته پیش در نیویورک، کیتون و ورابل همراه با مایکل مک‌مانوس، فرد فنستر و تاد هوکنی دستگیر و به عنوان مظنون در یک صف پلیسی برای سرقت کامیون قرار می‌گیرند؛ هیچ‌یک ادعای مشارکت نمی‌کنند. در سلول بازداشت، مک‌مانوس پیشنهاد می‌دهد که برای انتقام از نیویورک پلیس، یک سرقت بزرگ انجام دهند. کیتون که تلاش دارد زندگی سالم را شروع کند، ابتدا رد می‌کند ولی نهایتاً موافقت می‌کند. آن‌ها جواهرفروشی را که توسط پلیس‌های فاسد محافظت می‌شود، می‌دزدند؛ میلیون‌ها دلار زمرد به دست می‌آورند و بیش از پنجاه پلیس را پس از افشای فسادشان بازداشت می‌کنند. سپس به کالیفرنیا می‌روند تا جواهرات را به مردی به نام ردفوت بفروشند که آن‌ها را به سرقت جواهر دیگری مرتبط می‌کند. سرقت دوم به بدی پیش می‌رود و آن‌ها مجبور به کشتن هدف خود می‌شوند که حامل هروئین مصنوعی است.
بعداً متوجه می‌شوند که این کار توسط وکیلی به نام کوبایاشی ترتیب داده شده است که نماینده کیزر سوزه، تبهکار اسرارآمیزی است که پس از قتل خانواده‌اش به افسانه‌ای در زیرزمین جنایت تبدیل شده است. کیزر سوزه با کشتن خانواده‌اش و دشمنانش، ناپدید شده و فقط از طریق نمایندگانش در سایه‌ها فعالیت می‌کند؛ بسیاری حتی مطمئن نیستند که وجود دارد یا خیر.
کوبایاشی به آن‌ها می‌گوید که کیزر سوزه ترتیب دستگیری‌شان در نیویورک را داده زیرا به طور ناخواسته از او دزدی کرده‌اند، اما حاضر است جان آن‌ها را در ازای نابودی محموله ۹۱ میلیون دلاری کوکائین که توسط قاچاقچیان آرژانتینی به بندر سن پدرو آورده شده و قرار است به باند مجارستانی فروخته شود، ببخشد. در ابتدا مردد، آن‌ها پس از کشته شدن فنستر هنگام فرار و تهدید کوبایاشی به عزیزانشان، این ماموریت را می‌پذیرند.
در جریان بازجویی کوجان، معلوم می‌شود هیچ کوکائینی در کشتی نیست و کیزر سوزه روی کشتی دیده شده است. در بیمارستان، بیر متوجه می‌شود که کوواش سوزه را دیده و دستور می‌دهد نقاشی از چهره او کشیده شود. در پایان خاطرات ورابل، آن‌ها به کشتی حمله می‌کنند و بسیاری از گانگسترهای آرژانتینی و مجارستانی را می‌کشند ولی متوجه می‌شوند کوکائین روی کشتی نیست. فردی نامعلوم، هوکنی، مک‌مانوس، کیتون و یک زندانی را در یکی از کابین‌های کشتی می‌کشد. آن شخص مرموز سپس کشتی را به آتش می‌کشد و ورابل را از مخفیگاهش در اسکله نگاه می‌کند.
کوجان درمی‌یابد که زندانی کشته‌شده، آرتورو مارکز، قاچاقچی‌ای است که با ادعای شناسایی کیزر سوزه از پیگرد فرار کرده بود. آرژانتینی‌ها قرار بود مارکز را به رقبایش بفروشند، نه کوکائین. همچنین می‌فهمد مارکز توسط وکیل ادی فینران، دوست دختر کیتون، نمایندگی می‌شد که اخیراً به قتل رسیده است. کوجان نتیجه می‌گیرد که کیتون در واقع کیزر سوزه بوده است: او حمله به کشتی را به عنوان بهانه‌ای برای کشتن مارکز و جعل مرگ خود سازماندهی کرد.
ورابل بالاخره اعتراف می‌کند که کیتون پشت همه چیز بوده ولی از شهادت در دادگاه امتناع می‌کند. وثیقه‌اش گذاشته می‌شود و آزاد می‌گردد.
لحظاتی بعد، کوجان متوجه می‌شود ورابل تمام داستان را ساخته و با استفاده از اشیای موجود در دفتر رابین، داستان را بی‌نظم سر هم کرده بود. ورابل بدون لنگ زدن از ساختمان خارج می‌شود و دست معلول خود را حرکت می‌دهد. هنگام تعقیب ورابل، فکسی به ایستگاه پلیس می‌رسد که چهره کشیده‌شده کیزر سوزه را نشان می‌دهد که شباهت زیادی به ورابل دارد. درست پیش از رسیدن کوجان، ورابل سوار خودرویی می‌شود که کوبایاشی راننده آن است و از آنجا دور می‌شود.

## تولید

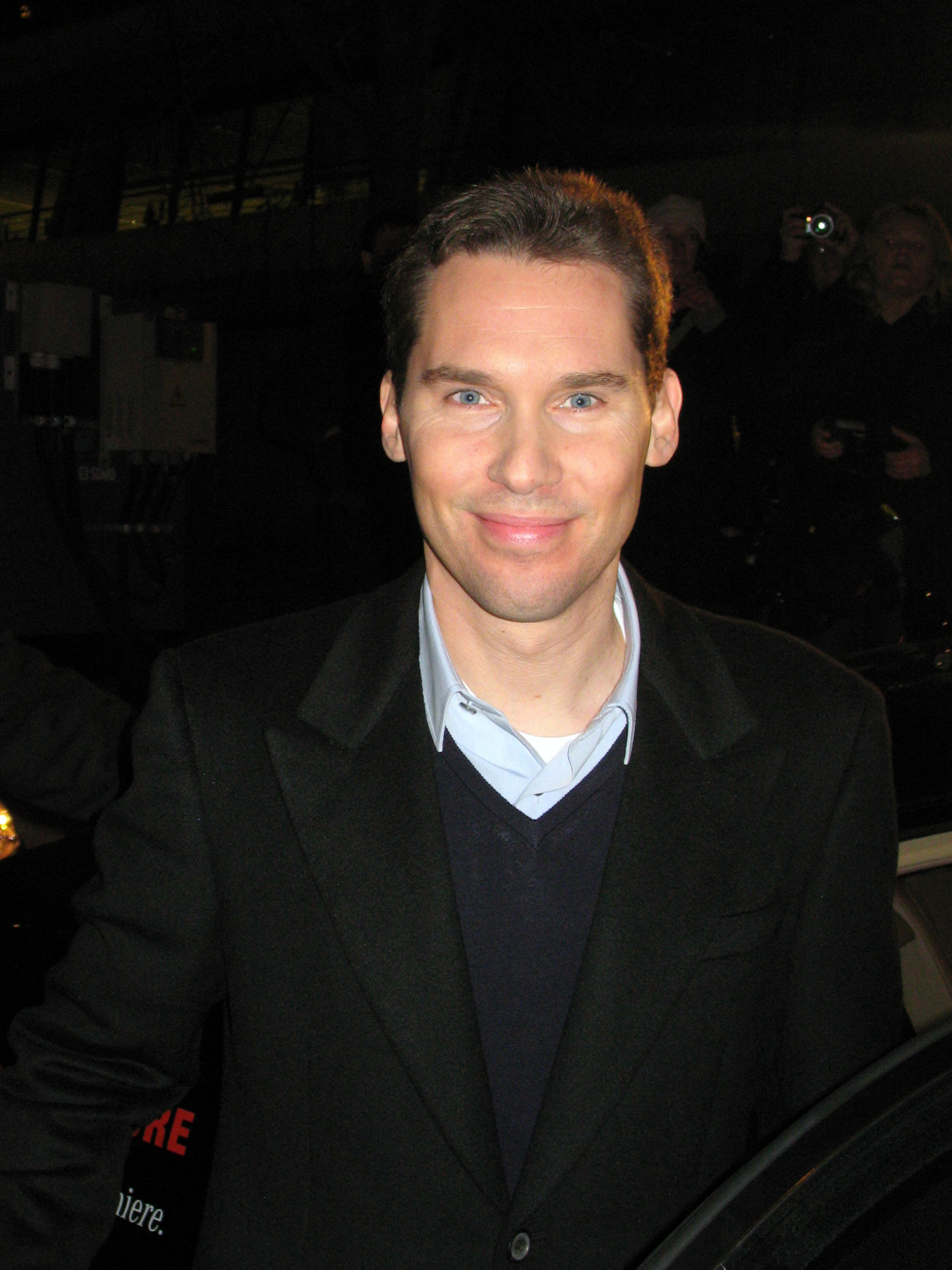
برایان سینگر در اولین نمایش فیلم در جشنوارهٔ برلین (۲۰ ژانویهٔ ۲۰۰۹)

مک کواری ۹ پیش نویس از فیلمنامه خود را در طول پنج ماه نوشت، تا زمانی که سینگر احساس کرد که آماده است تا در استودیوها آن را نمایش دهد. اما هیچ استودیویی به جز یک شرکت تأمین مالی اروپایی علاقه‌مند به سرمایه‌گذاری برای فیلم نبود. مک کواری و سینگر به دلیل داستان غیرخطی، حجم زیاد دیالوگ‌ها و عدم حضور بازیگران مرتبط با پروژه، برای ساخت فیلم با مشکل مواجه شدند. سرمایه‌داران ستارگان تثبیت‌شده می‌خواستند و پیشنهادها برای نقش کوچک ردفوت (که پنج قهرمان داستان را با کوبایاشی پیوند می‌دهد) به کریستوفر واکن، تامی لی جونز، جف بریجز، چارلی شین، جیمز اسپیدر، آل پاچینو و جانی دپ ارائه شد. با این حال، شرکت به تهیه‌کنندگان فیلم اجازه داد تا به بازیگران دیگر هم پیشنهاد دهند و گروهی را جمع‌آوری کنند. اگرچه هیچ‌کدام از اشخاص مدنظر کمپانی تهیه‌کننده، بازی در فیلم را قبول نکردند. بودجه فیلم ۵٫۵ میلیون دلار تعیین شد و فیلم در ۳۵ روز در لس آنجلس، سن پدرو و شهر نیویورک فیلمبرداری شد. اسپیسی گفت که آنها صحنه‌های بازجویی را با پالمینتری در مدت پنج تا شش روز فیلمبرداری کردند. صحنه بازجویی پلیس با درگیری‌های برنامه‌ریزی مواجه شد، زیرا بازیگران مدام خط‌های خود را زیر و رو می‌کردند. کریستوفر مک‌کواری، فیلمنامه‌نویس، خارج از دوربین به سؤالات بازیگران می‌پرداخت و آنها خطوط خود را بداهه می‌گفتند. سینگر یک روز ۱۸ ساعته را صرف سکانس تیراندازی در سرقت از پارکینگ زیرزمینی کرد. به گفته بیرن، روز بعد سینگر هنوز تمام فیلم‌هایی را که می‌خواست نداشت، و علی‌رغم تهدید شرکت تهیه‌کننده مبنی بر تعطیل کردن تولید، از توقف فیلم‌برداری خودداری کرد. با وجود مکان‌های عملی محصور و برنامه کوتاه فیلم‌برداری، نیوتون توماس سیگل (فیلم‌بردار)، روشی را برای فیلم‌برداری صحنه‌های دیالوگ با ترکیبی از زوم‌های آهسته و خزنده و حرکات دوربین که به کلوزآپ‌های فشرده ختم می‌شد، ابداع کرد تا انرژی ظریفی به صحنه‌ها اضافه کند. به گفته برخی این روش تأثیر بسزایی در انتقال حس و اتمسفر فیلم به مخاطب داشت.

## بازیگران
- استیون بالدوین در نقش مایکل مک‌منیس

این بازیگر از انجام فیلم‌های مستقل که در آن انتظارات خود را برآورده نکرده بود خسته شده بود، هنگامی که با برایان سینگر کارگردان فیلم ملاقات کرد. در یک سخنرانی ۱۵ دقیقه ای شرکت کرد و شرایط کار با خود را بیان کرد. پس از پایان سخنرانی بالدوین، سینگر دقیقاً همان چیزهایی که او می‌خواست را گفت و بیان کرد که بالدوین را تحت تأثیر قرار خواهد داد.
- گابریل بیرن در نقش دین کیتون، یک پلیس اخراجی و فاسد

کوین اسپیسی در یک مهمانی با بیرن ملاقات کرده بود و از او خواسته بود تا در این فیلم به ایفای نقش بپردازد. او فیلمنامه را خواند و آن را پایین انداخت، او فکر می‌کرد که فیلمسازان نمی‌توانند این شخصیت را به خوبی ترسیم کنند. زمانی که بایرن با کریستوفر مک‌کوری، نویسنده فیلم ملاقات کرد؛ تحت تأثیر دیدگاه‌های دوم او قرار گرفت. با این حال باز هم بیرن در آن زمان گرفتار برخی مشکلات شخصی شد اما در نهایت با فیلمسازان به توافق رسید و فیلم در لس آنجلس و در جایی که این بازیگر در آن زندگی می‌کرد شروع شد. این فیلمبرداری ظرف پنج هفته انجام شد.
- بنیسیو دل تورو در نقش فرد فنستر که همیشه با مک‌منیس کار می‌کرده‌است.

اسپیسی، دل تورو را برای ایفای این نقش پیشنهاد کرد. در ابتدا قرار بود هری دین استنتون این نقش را بازی کند. دل تورو با سینگر، کارگردان فیلم ملاقات کرد و گفت: تمایلی به تست بازیگری ندارد، چرا که احساس راحتی نمی‌کند. پس از خواندن فیلمنامه، دل تورو متوجه شد که تنها هدف شخصیت او این است که کشته شود تا قدرت شوزه نشان داده شود و او هیچ تأثیر معناداری بر داستان ندارد. در نهایت دل تورو الگوی گفتاری فنستر را توسعه داد تا به شخصیتی به یاد ماندنی تبدیل شود.
- کوین پولاک در نقش تاتاگنی

او با سینگر برای ایفای این نقش ملاقات کرد و هنگامی که شنید که دو بازیگر دیگر هم درحال تست دادن این نقش هستند، تست داد و این نقش را از آن خود کرد.
- کوین اسپیسی در نقش وربال کینت

سینگر و مک‌کوری فیلمنامه را برای اسپیسی می‌فرستند. بدون اینکه به او بگویند او قرار است چه نقشی را ایفا کند. اسپیسی بعد از خواندن گفت که علاقه‌مند به ایفای نقش کیتون و کوجان است. اما شیفته کینت نیز شده‌است، البته معلوم شد که مک‌کوری نیز همین نقش را برای او در ذهن داشته.
- چاز پالمینتری در نقش دیو کوجان، افسر پلیس که در طول فیلم از وربال بازجویی می‌کند.
- پیت پاستویت در نقش کوبایاشی، وکیل مرموز کایزر شوزه
- سوزی آمیس در نقش اد فینر
- جیانکارلو اسپوزیتو در نقش جک بائر
- دن هدایا در نقش گروهبان جف رابین
- مورگان هانتر در نقش آرکوش کواش

## جوایز
فیلم مظنونین همیشگی در سال ۱۹۹۵ موفق به کسب دو جایزهٔ اسکار از جمله بهترین بازیگر نقش مکمل مرد (برای کوین اسپیسی) و بهترین فیلمنامهٔ اوریجینال (برای کریستوفر مک‌کوآری) شد. همچنین در جوایز بفتا سال ۱۹۹۶ نامزد دریافت جایزه بهترین فیلم، بهترین فیلمنامه اورجینال و بهترین تدوین بود و از این بین توانست دو جایزه بهترین فیلمنامه اورجینال برای مک کوآری و بهترین تدوین برای جان آتمن را بدست آورد. کوین اسپیسی در همان سال نامزد دریافت جایزه گلدن گلوب بهترین بازیگر نقش مکمل مرد نیز شد.

## دیدگاه منتقدان
مظنونین همیشگی در میان اکثر منتقدان نیز محبوبیت دارد؛ تاد مک‌کارتی از مجله ورایتی می‌نویسد: «مظنونین همیشگی یک فیلم جنایی هیجان‌انگیز است و کارگردان آن با استفاده از گروهی فوق‌العاده از بازیگران، داستان را به شکلی نرم و فریبنده برای تماشاگر روایت می‌کند». مایکل ویلمینگتون از شیکاگو تریبون نیز فیلم را تحسین می‌کند و آن را ترکیبی کلاسیک از رمز و راز، شخصیت‌پردازی، شوخ‌طبعی و وحشت می‌خواند که دارای شوک‌های خیره‌کننده و پی‌درپی داستانی است. با این همه، نقدهای منفی هم در مورد فیلم وجود دارند. راجر ایبرت به فیلم ۱٫۵ ستاره از ۴ ستاره داد و آن را به‌شدت کوباند. اما این فیلم در وبگاه‌های گوناگون، ازجمله IMDB، نمرهٔ بالایی گرفته (۸٫۵ از ۱۰)و در حال حاضر در رتبه ۳۹ برترین فیلم‌های تاریخ در این سایت قرار دارد. مظنونین همیشگی در وب سایت راتن تومیتوز امتیاز ۸۹ از ۱۰۰ را بر اساس ۷۹ نقد بدست آورد و در وب سایت متاکریتیک امتیاز ۷۷ از ۱۰۰ را بر اساس ۲۲ نقد بدست آورد، همچنین در توتال فیلم نیز ۴ ستاره از ۴ ستاره کسب کرده و با عنوان شاهکار در فهرست فهرست ۱۰۰ فیلم برتر تاریخ سینما حضور دارد.